# Idioblasta lacteata
Idioblasta lacteata là một loài bướm đêm trong họ Crambidae. Loài này được Warren mô tả vào năm 1891. Chúng được tìm thấy trên Quần đảo Marquises.